# Sông Kiêng
Sông Kiêng là một con sông đổ ra Sông Chảy. Sông có chiều dài 18 km và diện tích lưu vực là 49 km². Sông Kiêng chảy qua các tỉnh Yên Bái, Lào Cai .